# Mistrzostwa Europy w Lekkoatletyce 1982 – sztafeta 4 × 400 m kobiet
Sztafeta 4 × 400 metrów kobiet była jedną z konkurencji rozgrywanych podczas XIII mistrzostw Europy w Atenach. Rozegrano od razu bieg finałowy 11 września 1982 roku. Zwycięzcą tej konkurencji została sztafeta Niemieckiej Republiki Demokratycznej w składzie: Kirsten Siemion, Sabine Busch, Dagmar Rübsam i Marita Koch, która ustanowiła rekord świata czasem 3:19,05. W rywalizacji wzięły udział trzydzieści dwie zawodniczki z ośmiu reprezentacji.

## Rekordy
| Rekord świata     | NRD · (Doris Maletzki, Brigitte Rohde, Ellen Streidt, Christina Brehmer)   | 3:19,23 | Montreal, Kanada      | 31.07.1976 |
| Rekord Europy     | NRD · (Doris Maletzki, Brigitte Rohde, Ellen Streidt, Christina Brehmer)   | 3:19,23 | Montreal, Kanada      | 31.07.1976 |
| Rekord mistrzostw | NRD · (Christiane Marquardt, Barbara Krug, Christina Brehmer, Marita Koch) | 3:21,20 | Praga, Czechosłowacja | 03.09.1978 |

## Wyniki

### Finał
| Miejsce | Reprezentacja   | Zawodniczki                                                                   | Czas    | Uwagi |
| ------- | --------------- | ----------------------------------------------------------------------------- | ------- | ----- |
| 1       | NRD             | Kirsten Siemion, Sabine Busch, Dagmar Rübsam, Marita Koch                     | 3:19,05 | WR    |
| 2       | Czechosłowacja  | Věra Tylová, Milena Matějkovičová, Taťána Kocembová, Jarmila Kratochvílová    | 3:22,17 |       |
| 3       | ZSRR            | Jelena Korban, Iryna Olchownikowa, Olga Miniejewa, Irina Baskakowa            | 3:22,79 |       |
| 4       | RFN             | Ute Finger, Heike Schmidt, Christiane Brinkmann, Gaby Bußmann                 | 3:25,71 |       |
| 5       | Wielka Brytania | Kathy Smallwood, Linsey MacDonald, Gladys Taylor, Joslyn Hoyte-Smith          | 3:25,82 | NR    |
| 6       | Rumunia         | Ibolya Korodi, Cristieana Cojocaru, Elena Tărîță, Daniela Matei               | 3:29,26 |       |
| 7       | Polska          | Elżbieta Kapusta, Grażyna Oliszewska, Jolanta Januchta, Genowefa Błaszak      | 3:29,32 |       |
| 8       | Szwecja         | Charlotte Holmström, Ann-Louise Skoglund, Eva-Maria Eriksson, Susanna Bergman | 3:35,83 |       |